# Epigrama de Stalin

Cópia do "Epigrama de Stalin" escrito durante o interrogatório de Mandelstam na prisão.

O Epigrama de Stalin, (russo: Кремлёвский горец) é um poema satírico escrito no formato de epigrama pelo poeta russo Osip Mandelstam, em novembro de 1933.
O poema descreve o clima de medo na União Soviética durante o Stalinismo.
Mandelstam leu o poema só para alguns amigos, incluindo Boris Pasternak e Anna Akhmatova. O poema desempenhou um papel em sua própria prisão e as detenções de filho e marido de Anna, Lev Gumilev e Nikolay Punin.
O "Caucasiano do Kremlin" na quarta linha da primeira estrofe refere-se as montanhas do Cáucaso, lugar de nascimento de Stalin. A frase "O torso de Ossétia" no último paragrafo da quarta estrofe refere-se à etnia de Stalin, cujo avô paterno era um Osseta.

## Tradução do epigrama
Vivemos sem sentir o chão nos pés,
A dez passos não se ouve a nossa voz.
Uma palavra a mais e o montanhês
Do Kremlin vem: chegou a nossa vez.

Seus dedos grossos são vermes obesos.
Suas palavras caem como pesos.
Baratas, seus bigodes dão risotas;
Brilham como um espelho as suas botas.

Cercado de um magote subserviente,
Brinca de gato com essa subgente.
Um mia, outro assobia, um outro geme.
Somente ele troveja e tudo treme.

Forja decretos como ferraduras:
Nos olhos! Nos quadris! Nas dentaduras!
Fruit das sentenças como framboesas.
O amigo Urso abraça suas presas.—  tradução de Augusto de Campos